# Clark Haggans
Clark Haggans (Torrance, California; 10 de enero de 1977-19 de junio de 2023) fue un jugador de fútbol americano estadounidense que jugó trece temporadas con tres equipos de la NFL en la posición de linebacker externo y ganó el Super Bowl XL.

## Carrera

### Universitario
A nivel universitario jugó la posición de defensive end con los Colorado State Rams, con quien tiene actualmente el récord de capturas de la universidad con 33 y en 2015 fue introducido al Salón de la Fama de Colorado State.

### Profesional
Fue elegido en la posición 137 de la quinta ronda del Draft del 2000 por los Pittsburgh Steelers, y fue un titular regular en la defensa pero desde 2004 como linebacker externo tras la salida de Jason Gildon. En ese año impuso un récord de seis capturas de quarterback con 6, el cual rompió al año siguiente cuando hizo 9.
Fue el segundo del equipo en tackleadas en el Super Bowl XL donde consiguió una y ayudó a vencer a los Seattle Seahawks. Dejaría el equipo en 2008 para pasar a los Arizona Cardinals, pero se perdería la mayor parte de la temporada por una lesión en el pie, en el año en el que los Cardinals llegaron al Super Bowl XLIII, el cual perdieron ante los Pittsburgh Steelers por 23-27.
Renovaría su contrato por dos temporadas más con Arizona, consiguiendo 74 tackeadas, cinco capturas de quarterback y dos fumbles en 16 partidos. Al año siguiente consiguió 47 tackeadas con cinco capturas y un fumble en 13 partidos.
En 2012 firma un contrato por una temporada con los San Francisco 49ers donde llegaría al Super Bowl XLVII que perdieron 31-34 ante los Baltimore Ravens.

## Caridad
En 2012, Haggans se convirtió en el primer jugador de la NFL en apoyar la Campaña Contra el Fumado Infantil. El Black Out Child Abuse, Inc. es una fundación no lucrativa en Westerville, Ohio, creada en 2012 y ayuda a familias y organizaciones a nivel nacional; brindando educación, asistencia y apoyo en lo necesario. Haggans apoyaba a la fundación.